# 장희빈 (1971년 드라마)
《장희빈》은 MBC에서 1971년 7월 19일부터 1972년 1월 29일까지 방영된 일일 연속극이다. 1972년 1월 31일에는 출연 배우와 작가, 연출가 등이 출연하여 감사의 인사를 올리는 〈장희빈 종야제〉를 가졌다.
이 드라마는 그 당시 주연급 배우의 기근이 심각하여 이색적으로 장희빈 역을 30만 원의 현상금을 걸고 시청자 투표로 결정하였는데, 윤여정, 윤정희, 김지미 등이 많은 표를 얻었으며, 그 중 최종적으로 윤여정이 발탁되었다.

## 등장 인물

### 주요 인물
- 윤여정 : 장희빈 역
- 박근형 : 숙종 역

### 그 외 인물
- 김민정 : 인현왕후 역
- 이재정
- 양정화 : 숙빈 최씨 역
- 김용림
- 김금지
- 정규택